# Circonscription autonomique de Biscaye
Ne doit pas être confondu avec Circonscription électorale de Biscaye.
La circonscription électorale de Biscaye est l'une des trois circonscriptions électorales du Pays basque pour les élections autonomiques au Parlement basque.
Elle correspond géographiquement à la province de Biscaye.

## Synthèse
|                     |       | 1980 | 1984 | 1986 | 1990 | 1994 | 1998 | 2001 | 2005 | 2009 | 2012 | 2016 | 2020 | 2024 |  |
| ------------------- | ----- | ---- | ---- | ---- | ---- | ---- | ---- | ---- | ---- | ---- | ---- | ---- | ---- | ---- |  |
| UCD                 |       | 1    |      |      |      |      |      |      |      |      |      |      |      |      |  |
| AP & alliés         |       | 1    | 2    | 1    |      |      |      |      |      |      |      |      |      |      |  |
| PNV                 |       | 9    | 12   | 8    | 10   | 10   | 9    | 12   | 11   | 12   | 11   | 11   | 12   | 11   |  |
| PSE-EE              |       | 3    | 6    | 6    | 5    | 4    | 5    | 4    | 6    | 8    | 5    | 3    | 3    | 4    |  |
| PP                  |       |      |      |      | 2    | 4    | 5    | 6    | 5    | 4    | 3    | 2    |      | 2    |  |
| Herri Batasuna      |       | 4    | 3    | 4    | 4    | 3    |      |      |      |      |      |      |      |      |  |
| EPK                 |       | 1    |      |      |      |      |      |      |      |      |      |      |      |      |  |
| Euskadiko Ezkerra   |       | 1    | 2    | 3    | 2    |      |      |      |      |      |      |      |      |      |  |
| Eusko Alkartasuna   |       |      |      | 3    | 2    | 2    | 1    |      |      |      |      |      |      |      |  |
| EH                  |       |      |      |      |      |      | 4    | 2    |      |      |      |      |      |      |  |
| IU                  |       |      |      |      |      | 2    | 1    | 1    |      |      |      |      |      |      |  |
| Aralar              |       |      |      |      |      |      |      |      |      | 1    |      |      |      |      |  |
| EH Bildu            |       |      |      |      |      |      |      |      |      |      | 6    | 5    | 6    | 8    |  |
| Ezker Batua-Berdeak |       |      |      |      |      |      |      |      | 1    |      |      |      |      |      |  |
| EHAK                |       |      |      |      |      |      |      |      | 2    |      |      |      |      |      |  |
| EP                  |       |      |      |      |      |      |      |      |      |      |      | 4    | 2    |      |  |
| PP+Cs               |       |      |      |      |      |      |      |      |      |      |      |      | 2    |      |  |
|                     |       |      |      |      |      |      |      |      |      |      |      |      |      |      |  |
| Total               | Total | 20   | 25   | 25   | 25   | 25   | 25   | 25   | 25   | 25   | 25   | 25   | 25   | 25   |  |

## Résultats détaillés

### 1980
| Parti    | Parti | Députés élus |
| -------- | ----- | --- |
| PNV      |       | Jesús María Leizaola Sánchez, Mitxel Unzueta Uzkanga, Emilio Guevara Saleta, Carmelo Renobales Vivanco, Juan José Pujana Arza, José Luis Robles Canibe, Iñaki Anasagasti, Inmaculada Boneta Piedra, Josu Bergara Etxebarria |
| HB       |       | Francisco Letamendia Belzunze, Pedro María Solabarría Bilbao, José Ramón Echevarría Bilbao, Jon Idigoras |
| PSE-PSOE |       | Ricardo García Damborenea, José Antonio Saracíbar Sautúa, Juan Manuel Eguiagaray |
| EE       |       | Mario Onaindia Nachiondo |
| UCD      |       | Joaquín María Aguinaga Torrano |
| AP       |       | Florencio Aróstegui Zubiaurre |
| PCE      |       | Roberto Lerchundi Barañano |

- Francisco Letamendia (HB) ne siège pas et est remplacé dès l'ouverture de la législature par Jesús María Aizpurúa San Nicolás.
  - Jesús María Aizpurúa (HB) est remplacé en octobre 1980 par José Luis Cereceda Garaio.
- Pedro Solabarría (HB) ne siège pas et est remplacé dès l'ouverture de la législature par Bernardo Javier Onaindia Ribera.
- Jesús María Leizaola (PNV) est remplacé en octobre 1980 par José Antonio Rubalcaba Quintana.
- José Antonio Saracíbar (PSE-PSOE) est remplacé en décembre 1980 par Juan Miguel Moreno Lombardero.
- Roberto Lerchundi (PCE) est remplacé en février 1981 par Juan Infante Escudero.
- Mario Onaindia (EE) est remplacé en septembre 1981 par Xabier Markiegi Candina.
- Ricardo García (PSE-PSOE) est remplacé en décembre 1982 par Alberto Pérez García.
- José Luis Robles (PNV) est remplacé en juin 1983 par Koldobika Narbaiza Azpiazu.

### 1984
| Parti     | Parti | Députés élus |
| --------- | ----- | --- |
| PNV       |       | Iñigo Aguirre Kerexeta, Mario Fernández Pelaz, Juan José Pujana Arza, Josu Sagastagoitia Monasterio, Xabier Aguirre Bilbao, José Antonio Rubalcaba Quintana, Inmaculada Boneta Piedra, Josu Bergara Etxebarria, Iñaki Anasagasti, Txomin Aurrekoetxea Iza, Sabin Intxaurraga Mendibil, José Antonio Loidi Alcaraz |
| PSE-PSOE  |       | Juan Manuel Eguiagaray, Alberto Pérez García, Ana Ariz Bidondo, Juan Manuel Moreno Lombardero, Nicolás Redondo Terreros, Fidel Luis Orcajo García |
| HB        |       | Santiago Brouard Pérez, Txomin Ziluaga Arrate, Tasio Erkizia Almandoz |
| AP-PDP-PL |       | Florencio Aróstegui Zubiaurre, Joaquín María Aguinaga Torrano |
| EE        |       | Xabier Markiegi Candina, Roberto Lerchundi Barañano |

- Santiago Brouard (HB) est remplacé en février 1985 par José Luis Cereceda Garaio.
- Txomin Ziluaga (HB) est remplacé en septembre 1986 par Xabier Cruz Amuriza Zarraonaindia.
- Iñaki Anasagasti (PNV) est remplacé en juillet 1986 par Idoia Zenarrutzabeitia Beldarrain.

### 1986
| Parti    | Parti | Députés élus |
| -------- | ----- | --- |
| PNV      |       | Iñigo Aguirre Kerexeta, José María Makua Zarandona, Josu Bergara Etxebarria, Jon Azua Mendia, José Antonio Rubalcaba Quintana, Txomin Aurrekoetxea Iza, Josu Sagastagoitia Monasterio, Eduardo Vallejo de Olejua |
| PSE-PSOE |       | Juan Manuel Eguiagaray, Alberto Pérez García, José Andrés Paul Tejedor, Nicolás Redondo Terreros, Ana Ariz Bidondo, Fidel Luis Orcajo García                                                                     |
| HB       |       | Jon Idigoras, Tasio Erkizia Almandoz, Miren Edurne Brouard Aldamiz, Xabier Amuriza Zarraonaindia |
| EA       |       | Juan José Pujana Arza, Javier Caño Moreno, Inmaculada Boneta Piedra |
| EE       |       | Kepa Aulestia Urrutia, Xabier Markiegi Candina, Jon Larrinaga Apraiz |
| AP-PL    |       | Julen Guimón Ugartechea |

- Jon Idigoras (HB) ne siège pas et est remplacé dès l'ouverture de la législature par Felipe San Epifanio San Pedro.
- Jon Larrinaga (EE) est remplacé en mars 1987 par Xabier Garmendia Martínez.
- Juan José Pujana (EA) est remplacé en mars 1987 par Sabin Intxaurraga Mendibil.
- José Makua (PNV) est remplacé en juin 1987 par Idoia Zenarrutzabeitia Beldarrain.
- Jon Azua (PNV) est remplacé en novembre 1987 par Xabier Aguirre Bilbao.
- Eduardo Vallejo (PNV) est remplacé en avril 1988 par Xabier Ormaetxea Garai.
- Juan Manuel Eguiagaray (PSE-PSOE) est remplacé en octobre 1988 par Juan Miguel Moreno Lombardero.
- Edurne Brouard (HB) est remplacée en janvier 1990 par Margarita Bilbao Soler.
- Julen Guimón (AP) est remplacé en mai 1990 par Leopoldo Barreda (AP).
- Ana Ariz (PSE-PSOE) est remplacée en juin 1990 par Pedro Hernández González.

### 1990
| Parti    | Parti | Députés élus |
| -------- | ----- | --- |
| PNV      |       | José Antonio Rubalcaba Quintana, Xabier Aguirre Bilbao, Idoia Zenarrutzabeitia Beldarrain, Txomin Aurrekoetxea Iza, Joseba Andoni Aurrekoetxea Bergara, Carmelo Sainz de la Maza Arrola, Yolanda Sangroniz Aguirrebeitia, Xabier Ormaetxea Garai, Pedro Luis Urrutxi Arnoriaga, María Isabel Juaristi Torrealday |
| PSE-PSOE |       | Nicolás Redondo Terreros, José Andrés Paul Tejedor, Luis Atienza, Rosa Díez, Jesús María Rodríguez Orrantia |
| HB       |       | Tasio Erkizia Almandoz, Jone Goirizelaia Ordorika, Iñaki Antigüedad Auzmendi, Gorka Martínez Bilbao |
| PP       |       | Leopoldo Barreda, Fernando Maura Barandiarán |
| EA       |       | Juan Daniel Barandiarán Jaca, Sabin Intxaurraga Mendibil |
| EE       |       | Kepa Aulestia Urrutia, Xabier Garmendia Martínez |

- Xabier Garmendia (EE) est remplacé en mars 1991 par Igone Arteagabeitia Chavarri.
- José Andrés Paul (PSE-PSOE) est remplacé en mars 1991 par Patxi López.
- Luis Atienza (PSE-PSOE) est remplacé en mai 1991 par Pedro Hernández González.
- Pedro Urrutxi (PNV) est remplacé en juillet 1991 par Juan Alberto Legarreta Madariaga.
  - Juan Legarreta (PNV) est remplacé en octobre 1992 par Eusebio Larrazabal Olabarri.
- Fernando Maura (PP) est remplacé en juin 1992 par Pedro Iturmendi Maguregui.
- Nicolás Redondo (PSE-PSOE) est remplacé en juillet 1993 par Tomás Tueros Trueba.

### 1994
| Parti       | Parti | Députés élus |
| ----------- | ----- | --- |
| PNV         |       | Juan María Atutxa, Josu Bergara Etxebarria, José Antonio Rubalcaba Quintana, Idoia Zenarrutzabeitia Beldarrain, Carmelo Sainz de la Maza Arrola, Inmaculada Loroño Ormaetxea, Txomin Aurrekoetxea Iza, Joseba Andoni Aurrekoetxea Bergara, Iñigo Urkullu, Belén Greaves Badillo |
| PSE-EE-PSOE |       | Ramón Jáuregui, Rodolfo Ares Taboada, Rosa Díez, Patxi López |
| PP          |       | Leopoldo Barreda, Carlos Iturgaiz, Antonio Damborenea Basterrechea, Fernando Maura Barandiarán |
| HB          |       | Karmelo Landa Mendibe, Jone Goirizelaia Ordorika, Tasio Erkizia Almandoz |
| EB-IU       |       | Javier Madrazo Lavín, Katy Gutiérrez Muñoz |
| EA          |       | Jasone Irarragorri Viguera, Sabin Intxaurraga Mendibil |

- Idoia Zenarrutzabeitia (PNV) est remplacée en janvier 1995 par Xabier Ormaetxea Garai.
- Juan María Atutxa (PNV) est remplacé en janvier 1995 par Eusebio Larrazabal Olabarri.
- Rosa Díez (PSE-EE-PSOE) est remplacée en février 1995 par Jesús María Rodríguez Orrantia.
- Inmaculada Loroño (PNV) est remplacée en septembre 1995 par Inmaculada Piñol Olaeta.
- Josu Bergara (PNV) est remplacé en septembre 1995 par María Isabel Juaristi Torrealday.
- Karmelo Landa (HB) est remplacé en janvier 1998 par Sabin del Bado González.
- Tasio Erkizia (HB) est remplacé en janvier 1998 par Iñaki Antigüedad Auzmendi.

### 1998
| Parti       | Parti | Députés élus |
| ----------- | ----- | --- |
| PNV         |       | Juan María Atutxa, José Antonio Rubalcaba Quintana, Izaskun Bilbao, Iñigo Urkullu, Belén Greaves Badillo, Txomin Aurrekoetxea Iza, Xabier Ormaetxea Garai, Elixabete Piñol Olaeta, Carmelo Sainz de la Maza Arrola |
| PP          |       | Carlos Iturgaiz, Leopoldo Barreda, Antonio Damborenea Basterrechea, Fernando Maura Barandiarán, Gonzalo Machín Esposito                                                                                            |
| PSE-EE-PSOE |       | Nicolás Redondo Terreros, Rosa Díez, Patxi López, Rodolfo Ares Taboada, Isabel Celaá |
| EH          |       | Jone Goirizelaia Ordorika, Iñaki Antigüedad Auzmendi, Esther Agirre Ruiz, Josu Urrutikoetxea Bengoetxea |
| EB-IU       |       | Javier Madrazo Lavín |
| EA          |       | Sabin Intxaurraga Mendibil |

- Sabin Intxaurraga (EA) est remplacé en janvier 1999 par Karmele Antxustegi Urkiaga.
- Belén Greaves (PNV) est remplacée en janvier 1999 par José María González Zorrilla.
- Rosa Díez (PSE-EE-PSOE) est remplacée en juillet 1999 par Carlos Totorica Izaguirre.
- Carmelo Sainz de la Maza (PNV) est remplacé en octobre 1999 par Mikel Arraibi Iza.

### 2001
| Parti       | Parti | Députés élus |
| ----------- | ----- | --- |
| PNV         |       | Juan María Atutxa, Iñigo Urkullu, Belén Greaves Badillo, Sabin Intxaurraga Mendibil, Gabriel Inclán Iribar, José Antonio Rubalcaba Quintana, Elixabete Piñol Olaeta, Txomin Aurrekoetxea Iza, Xabier Ormaetxea Garai, Izaskun Bilbao, José María González Zorrilla, Leire Corrales Goti |
| PP          |       | Jaime Mayor Oreja, Carlos Iturgaiz, Leopoldo Barreda, Antonio Damborenea Basterrechea, Fernando Maura Barandiarán, Gonzalo Machín Esposito |
| PSE-EE-PSOE |       | Nicolás Redondo Terreros, Patxi López, Rodolfo Ares Taboada, Isabel Celaá |
| EH          |       | Jone Goirizelaia Ordorika, Josu Urrutikoetxea Bengoetxea |
| EB-IU       |       | Javier Madrazo Lavín |

- Sabin Intxaurraga (PNV) est remplacé en septembre 2001 par Karmele Antxustegi Urkiaga.
- Belén Greaves (PNV) est remplacée en septembre 2001 par Mikel Arraibi Iza.
- Gabriel Inclán (PNV) est remplacé en septembre 2001 par Juan Antonio Arieta-Araunabeña Ibarzábal.
- Javier Madrazo (EB-IU) est remplacé en janvier 2002 par Oskar Matute.
- Nicolás Redondo (PSE-EE-PSOE) est remplacé en avril 2002 par Idoia Mendia.
- Jaime Mayor Oreja (PP) est remplacé en mars 2004 par Carlos Olazabal Estecha.
- Carlos Iturgaiz (PP) est remplacé en juillet 2004 par Ignaci Gamero Delgado.

### 2005
| Parti       | Parti | Députés élus |
| ----------- | ----- | --- |
| PNV         |       | Juan María Atutxa, Idoia Zenarrutzabeitia Beldarrain, Iñigo Urkullu, Joseba Azkarraga Rodero, Izaskun Bilbao, Elixabete Piñol Olaeta, José Antonio Rubalcaba Quintana, Gabriel Inclán Iribar, José María González Zorrilla, Leire Corrales Goti, Arantza Aurrekoetxea Bilbao |
| PSE-EE-PSOE |       | Patxi López, José Antonio Pastor Garrido, Isabel Celaá, Rodolfo Ares Taboada, Idoia Mendia, Mertxe Agúndez Basterra |
| PP          |       | Leopoldo Barreda, Antonio Damborenea Basterrechea, Juana Iturmendi Maguregui, Fernando Maura Barandiarán, Esther Martínez Fernández |
| EHAK        |       | Maite Aranburu Olabarrieta, Katalin de Madariaga Marcoartu |
| EB          |       | Javier Madrazo Lavín |

- Iñigo Urkullu (PNV) est remplacé en mai 2005 par Fátima Ansotegi Elordi.
- Javier Madrazo (EB) est remplacé en juillet 2005 par Oskar Matute.
- Idoia Zenarrutzabeitia (PNV) est remplacée en juillet 2005 par Estibalíz Hernáez Laviña.
- Joseba Azkarraga (PNV) est remplacé en juillet 2005 par Karmele Antxustegi Urkiaga.
- Gabriel Inclán (PNV) est remplacé en juillet 2005 par Juan Antonio Arieta-Araunabeña Ibarzábal.
- Juan María Atutxa (PNV) est remplacé en octobre 2005 par Ricardo Gatzagaetxebarria Bastida.
- Fernando Maura (PP) est remplacé en novembre 2007 par Nerea Alzola Álvarez.

### 2009
| Parti       | Parti | Députés élus |
| ----------- | ----- | --- |
| PNV         |       | Izaskun Bilbao, Andoni Ortuzar, Arantza Aurrekoetxea Bilbao, Fátima Ansotegi Elordi, Ricardo Gatzagaetxebarria Bastida, Iñigo Iturrate Ibarra, Leire Corrales Goti, Amaia Arregi Romarate, Juan Antonio Arieta-Araunabeña Ibarzábal, Estíbaliz Hernáez Laviña, José María González Zorrilla, Unai Rementeria Maiz |
| PSE-EE-PSOE |       | Patxi López, José Antonio Pastor Garrido, Isabel Celaá, Rodolfo Ares Taboada, Idoia Mendia, Mertxe Agúndez Basterra, Vicente Reyes Martín, Andoni Unzalu Garaigordobil |
| PP          |       | Antonio Basagoiti, Leopoldo Barreda, Antonio Damborenea Basterrechea, Esther Martínez Fernández |
| Aralar      |       | Daniel Maeztu Pérez |

- Isabel Celaá (PSE-EE-PSOE) est remplacée en mai 2009 par Pilar Pérez-Fuentes Hernández.
- Idoia Mendia (PSE-EE-PSOE) est remplacée en mai 2009 par María Teresa Laespada Martínez.
- Andoni Unzalu (PSE-EE-PSOE) est remplacé en mai 2009 par Carlos Gorostiaga Orbañanos.
- Rodolfo Ares (PSE-EE-PSOE) est remplacé en mai 2009 par Aitor Casado Figueroa.
- Izaskun Bilbao (PNV) est remplacée en juillet 2009 par Ana Otadui Biteri.
- José María González (PNV) est remplacé en février 2010 par Josune Gorospe Elezkano.
- Unai Rementeria (PNV) est remplacé en juillet 2011 par Mireia Zarate Agirre.
- Esther Martínez (PP) est remplacée en septembre 2011 par Nerea Llanos Gómez.
- Leopoldo Barreda (PP) est remplacé en décembre 2011 par Carlos Olazabal Estecha.

### 2012
| Parti       | Parti | Députés élus |
| ----------- | ----- | --- |
| PNV         |       | Iñigo Urkullu, Andoni Ortuzar, Arantza Aurrekoetxea Bilbao, Ricardo Gatzagaetxebarria Bastida, Amaia Arregi Romarate, Fátima Ansotegi Elordi, Iñigo Iturrate Ibarra, Leire Corrales Goti, Juan Antonio Arieta-Araunabeña Ibarzábal, Estíbaliz Hernáez Laviña, Josune Gorospe Elezkano |
| EH Bildu    |       | Laura Mintegi, Maribi Ugarteburu Markuerkiaga, Leire Pinedo Bustamante, Daniel Maeztu Pérez, Oskar Matute, Arturo Muñoz García |
| PSE-EE-PSOE |       | José Antonio Pastor Garrido, Isabel Celaá, Rodolfo Ares Taboada, Idoia Mendia, Vicente Reyes Martín |
| PP          |       | Antonio Basagoiti, Antonio Damborenea Basterrechea, Nerea Llanos Gómez |

- Arturo Muñoz (EH Bildu) ne siège pas et est remplacé dès l'ouverture de la législature par Arri Zulaika Portillo.
- Arantza Aurrekoetxea (PNV) est remplacée en décembre 2012 par Ana Otadui Biteri.
  - Ana Otadui (PNV) est remplacée en juin 2015 par David Latxaga Ugartemendia.
- Ricardo Gatzagaetxebarria (PNV) est remplacé en décembre 2012 par Joseba Zorilla Ibáñez.
- Estíbaliz Hernáez (PNV) est remplacée en décembre 2012 par Leixuri Arrizabalaga Arruza.
- Fátima Ansotegi (PNV) est remplacée en janvier 2013 par Jon Aiartza Zallo.
- Andoni Ortuzar (PNV) est remplacé en février 2013 par Josune Albizua Urrutikoetxea.
- Antonio Basagoiti (PP) est remplacé en mai 2013 par Juana Iturmendi Maguregui.
  - Juana Iturmendi (PP) est remplacée en septembre 2014 par Francisco Javier Ruiz Egaña.
    - Francisco Ruiz (PP) est remplacé en octobre 2014 par Cristina Ruiz Bujedo.
- Laura Mintegi (EH Bildu) est remplacée en septembre 2014 par Iker Casanova Alonso.
- Vicente Reyes (PSE-EE-PSOE) est remplacé en juillet 2015 par Jon Azkue Manterola.
- Rodolfo Ares (PSE-EE-PSOE) est remplacé en mai 2016 par Aitor Casado Figueroa.
- Oskar Matute (Eh Bildu) est remplacé en juillet 2016 par Jone Goirizelaia Ordorika.

### 2016
| Parti       | Parti | Députés élus |
| ----------- | ----- | --- |
| PNV         |       | Josu Erkoreka, Iñigo Iturrate Ibarra, Josune Gorospe Elezkano, Amaia Arregi Romarate, Jon Aiartza Zallo, Leixuri Arrizabalaga Arruza, Joseba Zorrilla Ibañez, David Latxaga Ugartemendia, Gotzone Sagardui Goikoetxea, Amaia Betolaza San Miguel, Izaskun Markinez Azpitarte |
| EH Bildu    |       | Jasone Agirre Garitaonaindia, Iker Casanova Alonso, Jone Goirizelaia Ordorika, Julen Arzuaga Gumuzio, Leire Pinedo Bustamante |
| Podemos     |       | Lander Martínez Hierro, Eukene Arana Varas, Juan José Luis Uría Serrano, Tinixara Guanche Suárez |
| PSE-EE-PSOE |       | Idoia Mendia, José Antonio Pastor Garrido, Alexia Castelo de Sa |
| PP          |       | Antonio Damborenea Basterrechea, Nerea Llanos Gómez |

- Izaskun Markinez (PNV) ne siège pas et est remplacée dès l'ouverture de la législature par Mikel Arruabarrena Azpitarte.
- Josu Erkoreka (PNV) est remplacé en décembre 2016 par Begoña Otalora Ariño.
- Gotzone Sagardui (PNV) est remplacé en avril 2017 par Gorka Álvarez Martínez.
- Josune Gorospe (PNV) est remplacée en mai 2019 par Alaitz Zabala Zarate.
- Amaia Arregi (PNV) est remplacée en juillet 2019 par Maitane Ipiñazar Miranda.
- Jone Goirizelaia (EH Bildu) est remplacé en septembre 2019 par Diana Urrea Herrera.
- Tinixara Guanche (Podemos) est remplacée en novembre 2019 par Yahcov Ruiz Chico.

### 2020
| Parti       | Parti | Députés élus |
| ----------- | ----- | --- |
| PNV         |       | Leixuri Arrizabalaga Arruza, Josu Erkoreka, Iñigo Iturrate Ibarra, Alaitz Zabala Zarate, Maitane Ipiñazar Miranda, Jon Aiartza Zallo, Mikel Arruabarrena Azpitarte, Jon Andoni Atutxa Sainz, Itxaso Berrojalbiz Zabala, Gorka Álvarez Martínez, Irune Zuluaga Zamalloa, Nerea Lupardo Atutxa |
| EH Bildu    |       | Jasone Agirre Garitaonaindia, Iker Casanova Alonso, Pazis García Ortega, Leire Pinedo Bustamante, Julen Arzuaga Gumuzio, Ikoitz Arrese Otegi |
| PSE-EE-PSOE |       | Idoia Mendia, José Antonio Pastor Garrido, Sonia Pérez Ezquerra |
| EP          |       | Miren Gorrotxategi, Isabel González Rodríguez |
| PP+Cs       |       | Carlos Iturgaiz, Luis Ignacio Gordillo Pérez |

- Idoia Mendia (PSE-EE-PSOE) est remplacée le 11 septembre 2020 par Ekain Rico Lezama.
- Nerea Lupardo (PNV) est remplacée le 4 juin 2021 par Ainara Zelaia Markaida.
- Iker Casanova (EH Bildu) est remplacé le 27 juin 2023 par Diana Urrea Herrera.
- Leixuri Arrizabalaga (PNV) est remplacée le 10 juillet 2023 par Josune Escota Bisbal.
- Itxaso Berrojalbiz (PNV) est remplacée le 10 juillet 2023 par Ainhoa Santisteban Gutiérrez.
- Sonia Pérez (PSE-EE-PSOE) est remplacée le 8 septembre 2023 par Beatriz Gámiz Mata.

### 2024
| Parti       | Parti | Députés élus |
| ----------- | ----- | --- |
| PNV         |       | Imanol Pradales Gil, Maitane Ipiñazar Miranda, Jon Aiartza Zallo, Irune Zuluaga Zamalloa, Jon Andoni Atutxa Sainz, Alaitz Zabala Zarate, Mikel Arruabarrena Azpitarte, Josune Escota Bisbal, Gorka Álvarez Martínez, Lorea Bilbao Ibarra, Aritz Abaroa Cantuariense |
| EH Bildu    |       | Ima Garrastatxu Urbaneja, Oihana Etxebarrieta Legrand, Julen Arzuaga Gumuzio, Igor Zulaika Zurimendi, Diana Urrea Herrera, Ikoitz Arrese Otegi, Naiara Fernández Madariaga, Edurne Benito del Valle Fernández                                                       |
| PSE-EE-PSOE |       | Eneko Andueza Lorenzo, Patricia Campelo Martínez, Ekain Rico Lezama, Nélida Santos Díaz |
| PP          |       | Esther Martínez Fernández, Álvaro Gochi García |